# Amarante (arbre)
Pour les articles homonymes, voir Amarante.
Taxons concernés
Famille des Fabaceae
- Plusieurs espèces du genre Peltogyne incluant:
  - Peltogyne paniculata
  - Peltogyne venosamodifier

Le mot amarante désigne certaines espèces d'arbres du genre Peltogyne (famille des Caesalpiniaceae selon la classification classique, ou de celle des Fabaceae, sous-famille des Caesalpinioideae selon la classification phylogénétique). Ils sont originaires d'Amérique du Sud.
Il s'agit essentiellement de Peltogyne venosa et Peltogyne paniculata subsp. pubescens.

## Description
L'aire de répartition s'étend approximativement de l'isthme de Panama au centre du Brésil (São Paulo). Leur fréquence en forêt est assez faible. On les trouve surtout sur les terrains humides, en mélange avec d'autres essences, mais on les rencontre également sur les terrains accidentés où parfois ils sont abondants. L'amarante est une essence de lumière qui rejette bien de souche. Sous cette appellation, on commercialise plusieurs espèces dont les caractéristiques sont sensiblement identiques. Le volume brut des arbres de 60 cm et plus de diamètre, représente en Guyane, environ 1 à 1,5 m3/ha. Les approvisionnements peuvent donc être considérés comme limités, mais suffisants pour créer des courants commerciaux réguliers.

## Bois

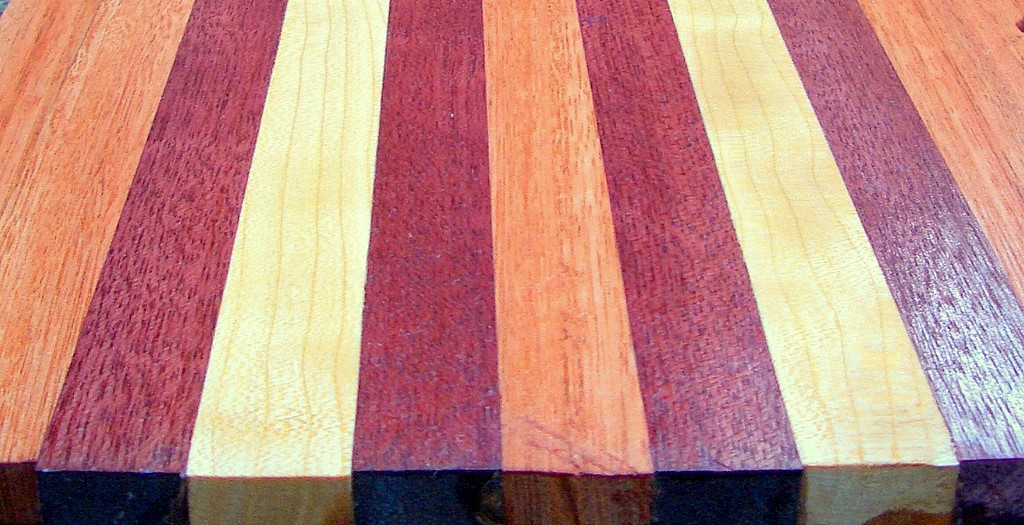
Bois d'amarante (violet), d'eucalyptus (orange) et de cerisier (blond).

L'amarante est un bois précieux violet aux veines peu apparentes, commercialisé sous le nom de bois violet (à ne pas confondre avec le « bois de violette » : dalbergia cearensis).
Le bois parfait d'amarante a une teinte caractéristique violette plus ou moins foncée. Sa couleur a tendance à foncer une fois le bois mis en œuvre, mais cette évolution est lente et demande plusieurs années. Au moment du sciage, le cœur fraîchement coupé est presque blanc, mais vire au violet très rapidement à la lumière. Peltogyne venosa a une teinte plus attrayante que celle du Peltogyne pankulata.
- L'aubier est bien différencié et de couleur rose pâle à blanc gris.
- Le grain est plutôt fin avec des pores assez petits.
- Le fil est généralement droit. On constate quelquefois, soit un fil très légèrement ondulé, soit un contre-fil très peu accentué.
- À la loupe (grossissement × 15) on peut observer :

1. des vaisseaux (pores) en nombre inférieur à 10 par mm² (3 à 7) et moyens (120 à 210 micromètres) chez Peltogyne venosa, plus nombreux (13 à 20) et plus petits (80 micromètres environ) chez Peltogyne pankulata,
2. du parenchyme de deux sortes : associé aux pores, souvent plus développé sur le côté centrifuge, courtement aliforme, parfois anastomosé et en lignes terminales,
3. des rayons 3 à 5 sériés, au nombre de 4 à 6 par mm

## Utilisation
L'amarante est utilisé en ébénisterie, lutherie, coutellerie ou encore en marqueterie sous forme de bois massif ou en placage.